# Project Gesundheit
Project Gesundheit (expression mêlant l'anglais et l'allemand, Gesundheit = santé) est une initiative d'Amazon.com visant à trouver un remède contre le rhume. L'initiative serait dirigée par le groupe de recherche et développement Grand Challenge de Amazon Web Services. Grand Challenge, également connu sous les noms de 1492 et Amazon X, a été fondé en 2014 et, selon CNBC, était composé d'anciens ingénieurs de Google X et fondateurs de diverses start-ups de santé.